# Nepridumannaja istorija
Nepridumannaja istorija (russisk: Непридуманная история) er en sovjetisk spillefilm fra 1964 af Vladimir Gerasimov.

## Medvirkende
- Zjanna Prokhorenko som Varja
- Georgij Epifantsev som Anatolij
- Leonid Kuravljov som Kostja
- Vitalij Doronin som Stepan
- Valentina Berezutskaja som Zjura